# Ракетний обстріл потягу біля Ґрделіци
Бомбардування потяга біля Ґрделіци відбулося 12 квітня 1999 року (це був другий день великодніх свят, які відзначала Сербська православна церква). Дві ракети, випущені літаком НАТО, потрапили в пасажирський поїзд в той час, коли він проходив через залізничний міст над річкою Південна Морава в ущелині Ґрделіца, приблизно в 300 кілометрах на південь від Белграда в Сербії. В результаті 14 мирних жителів, включаючи дітей і жінок загинули і ще 16 пасажирів отримали поранення.
Авіаудар відбувся під час операції «Союзна сила», операції НАТО проти Союзної Республіки Югославія (СРЮ), з метою примусити уряд СРЮ припинити військові дії в Косово та припинити репресії проти албанців. Кампанія почалася з атак по військових об'єктах, але в середині квітня акцент операції був змінений на стратегічні та економічні цілі, такі як транспортні артерії, зокрема, великі мости. Багато жертв серед мирного населення було зареєстровано в результаті таких ударів, наприклад в зруйнованих будинках, громадському транспорті, готелях і офісах.

## Події

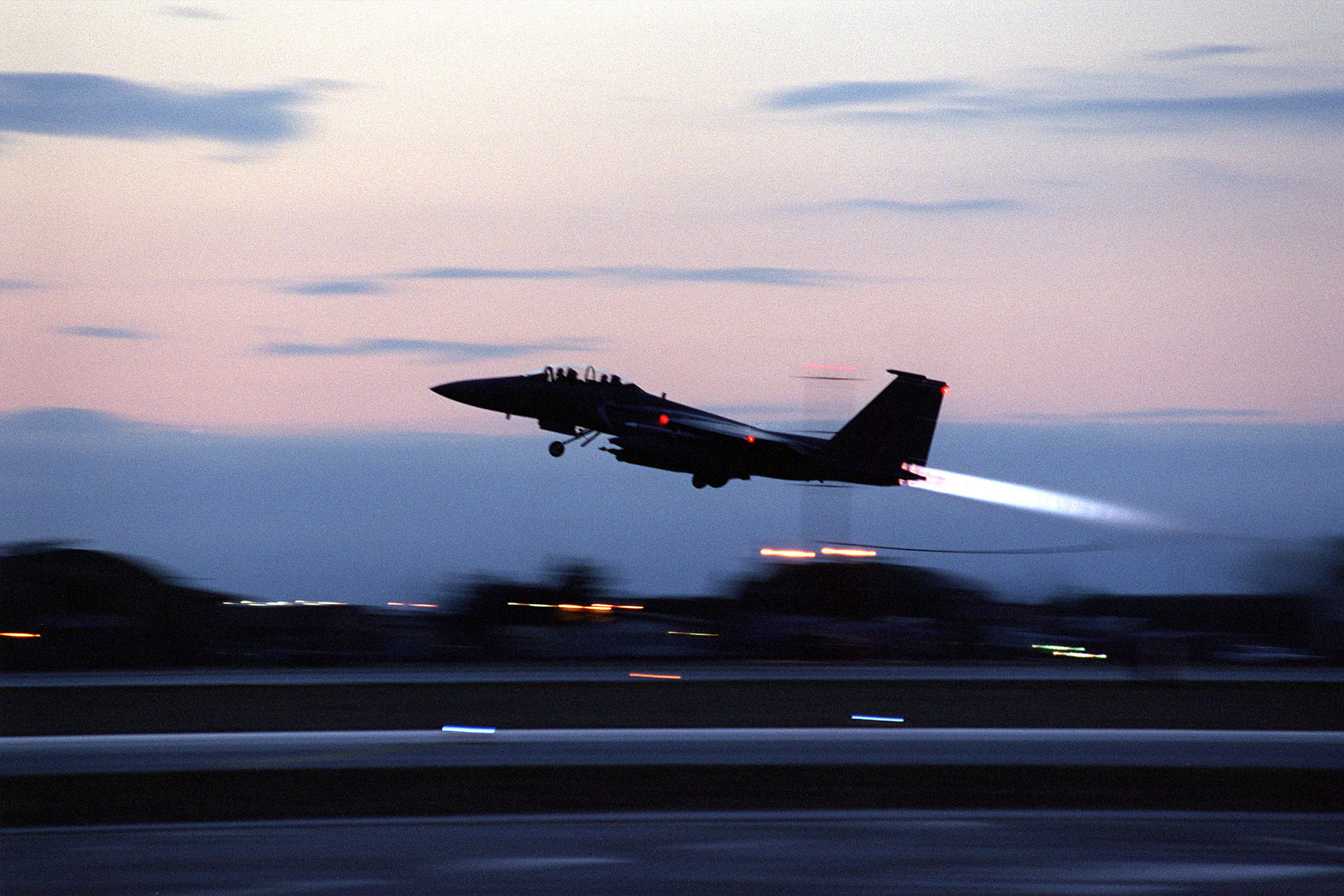
F-15E, який бере участь в операції «Союзна сила» вилітає на бойове завдання з авіабази Авіано (Італія). 28 березня 1999 р.

Бомбардування відбулося приблизно в 11:40 годин за місцевим часом. Високоточна ракета AGM-130, випущена літаком F-15E Strike Eagle сил НАТО, потрапила в центр моста в той момент, коли по ньому проходив пасажирський поїзд № 393, який прямував з Белграда в Рістовац. Ракета влучила в поїзд, нанесла значні пошкодження, але не зруйнувала міст.
За словами генерала Веслі Кларка, який в той час був Верховним головнокомандувачем Об'єднаних Збройних Сил в Європі, поїзд їхав занадто швидко і було занадто мало часу, щоб зреагувати. Перша ракета була випущена на значній відстані від цілі, і, за твердженням генерала Кларка, пілот не мав змоги побачити поїзд візуально. Розуміючи, що поїзд пошкоджений, але, вважаючи, що він все ще може завершити операцію і зруйнувати міст, по якому поїзд вже пройшов, пілот зробив ще один захід і випустив другу ракету. Вона також потрапила в поїзд. Кларк описав другий удар, як «моторошний нещасний випадок», в якому поїзд продовжував перебувати в зоні ураження, прихований пилом і димом від першого удару. У пілота було нібито менше однієї секунди, щоб зреагувати. Для підтвердження своїх слів НАТО оприлюднило відеозапис з фотокулемета літака.

## Резонанс
Інцидент викликав хвилю обурення в Сербії і за кордоном. Югославське державне інформаційне агентство Танюг випустило редакційну статтю, в якій звинуватило НАТО у виконанні цієї атаки з метою «заподіяння страждань і знищення сербського народу».

На прес-конференції наступного дня після авіаудару, генерал Кларк заявив, що: 
«це був нещасний випадок про який всі ми дуже жалкуємо»Оригінальний текст (англ.)
["it was an unfortunate incident which he, and the crew, and all of us very much regret"] Помилка: [undefined] Помилка: {{Lang}}: немає тексту (допомога): не вказано код мови (допомога)
«це один з тих сумних випадків, що відбуваються під час військових дій, і нам усім дуже шкода, але ми робимо абсолютно все, що ми можемо зробити, щоб уникнути супутніх втрат.»Оригінальний текст (англ.)
["it is one of those regrettable things that happen in a campaign like this and we are all very sorry for it, but we are doing the absolute best we can do to avoid collateral damage."] Помилка: [undefined] Помилка: {{Lang}}: немає тексту (допомога): не вказано код мови (допомога)
Заступник міністра оборони США Джон Хамре, через кілька місяців повідомив Конгресу США, що:
«Ми ніколи не хотіли знищити поїзд або вбити його пасажирів. Ми дійсно хотіли зруйнувати міст, і ми шкодуємо про цю випадковості»Оригінальний текст (англ.)
["We never wanted to destroy that train or kill its occupants. We did want to destroy the bridge and we regret this accident."] Помилка: [undefined] Помилка: {{Lang}}: немає тексту (допомога): не вказано код мови (допомога)
Німецька Frankfurter Rundschau в січні 2000 року, викликала нові суперечки, коли повідомила, що відео НАТО було показано з прискоренням в три рази від його реальної швидкості, що дає спотворене уявлення про подію. Пентагон і НАТО заявили на прес-конференції, що помилка з відеозапису була результатом того, що відео прискорюють для того, щоб оцінити збиток завданий цілям. Пізніше розслідування, проведене Frankfurter Rundschau дійшло висновку, що відео було прискорене в 4,7 рази.

## Розслідування
Югославський уряд і деякі західні правозахисні організації охарактеризували це бомбардування як  злочин. Інші правозахисні організації критикували за те, що напад було продовжено після того, як поїзд був вражений першим ударом. „Міжнародна амністія“ стверджує, що напад мав бути припинений, коли поїзд був уражений в перше, і що другий удар був порушенням принципу пропорційності. В післявоєнні доповіді, Amnesty International заявила з приводу інциденту: 
 Була порушена стаття 57 Протоколу І який вимагає, щоб атака „була скасована або призупинена, якщо стає ясно, що метою є не військовий об'єкт … або що атака, передбачувано, викличе випадкові втрати серед цивільного населення … які були б надмірні стосовно конкретної і прямої воєнної переваги“ .Оригінальний текст (англ.)
[""appears to have violated Article 57 of Protocol I which requires an attack to 'be cancelled or suspended if it becomes clear that the objective is a not a military one ... or that the attack may be expected to cause incidental loss of civilian life... which would be excessive in relation to the concrete and direct military advantage anticipated."] Помилка: [undefined] Помилка: {{Lang}}: немає тексту (допомога): не вказано код мови (допомога)
Міжнародний трибунал по колишній Югославії (МТКЮ) у травні 1999 створив спеціальний комітет для розслідування злочинів проти  міжнародного права, скоєних під час операції НАТО. У своїй заключній доповіді прокурору трибуналу, Карлі дель Понте, комітет висловив думку, що напад був пропорційним:
 На думку комітету міст був законною військовою метою. Пасажирський поїзд не був вражений навмисно. Особи, які завдавали удар, льотчик або другий пілот, бачили міст протягом дуже короткого періоду часу і вони побачили прибуття поїзда в той час як перша ракета була випущена. У той час як потяг перебував на мосту, відстань між поїздом і місцем другого удару оцінювалося в 50 метрів … На думку комітету, інформація яка перебуває у його розпорядженні не дає достатніх підстав для початку розслідування. Оригінальний текст (англ.)
["It is the opinion of the committee that the bridge was a legitimate military objective. The passenger train was not deliberately targeted. The person controlling the bombs, pilot or WSO, targeted the bridge and, over a very short period of time, failed to recognize the arrival of the train while the first bomb was in flight. The train was on the bridge when the bridge was targeted a second time and the bridge length has been estimated at 50 meters ... It is the opinion of the committee that the information in relation to the attack with the first bomb does not provide a sufficient basis to initiate an investigation."] Помилка: [undefined] Помилка: {{Lang}}: немає тексту (допомога): не вказано код мови (допомога)

Комітет розділився з приводу питання про те, наскільки екіпаж вів себе адекватно. Однак все одно він рекомендував, «що удар по поїзду в ущелині Грделіца не має розслідуватись прокурором». A.P.V. Rogers прокоментував це так, що комітет 
"розглянув перший ракетний удар і це були законні дії проти військової цілі, і висновок у тому, що жертви серед цивільного населення після цього удару не були непропорційними, і що друга ракета, випущена з літака, була наслідком помилки, вчиненої в запалі моменту "Оригінальний текст (англ.)
["must have considered the first missile strike to be a legitimate action against a military objective, the inference being that any civilian casualties of that strike were not disproportionate, and that the firing of the second missile was an error of judgment in the heat of the moment."] Помилка: [undefined] Помилка: {{Lang}}: немає тексту (допомога): не вказано код мови (допомога)
.

## Наслідки
Пошкоджений міст був відремонтований і знову відкритий у вересні 1999 року. 12 квітня 2007 відбулася церемонія в пам'ять жертв трагедії з нагоди восьмої річниці бомбардування
- | Зовнішні відеофайли | Зовнішні відеофайли                    |
| ------------------- | -------------------------------------- |
|                     | Перший удар по мості оприлюднений НАТО |
- | Зовнішні відеофайли | Зовнішні відеофайли                    |
| ------------------- | -------------------------------------- |
|                     | Другий удар по мості оприлюднений НАТО |
- | Зовнішні відеофайли | Зовнішні відеофайли               |
| ------------------- | --------------------------------- |
|                     | Наслідки бомбардування на Youtube |